# Nadiža
De Nadiža is een rivier in Slovenië, gelegen in de statistische regio Gorenjska. De Nadiža kan ook wel gezien worden als de bovenloop van de Sava, aangezien deze via een aantal ponoren in verbinding staan met de Sava Dolinka, de belangrijkste bronrivier van de Sava.

## Verloop

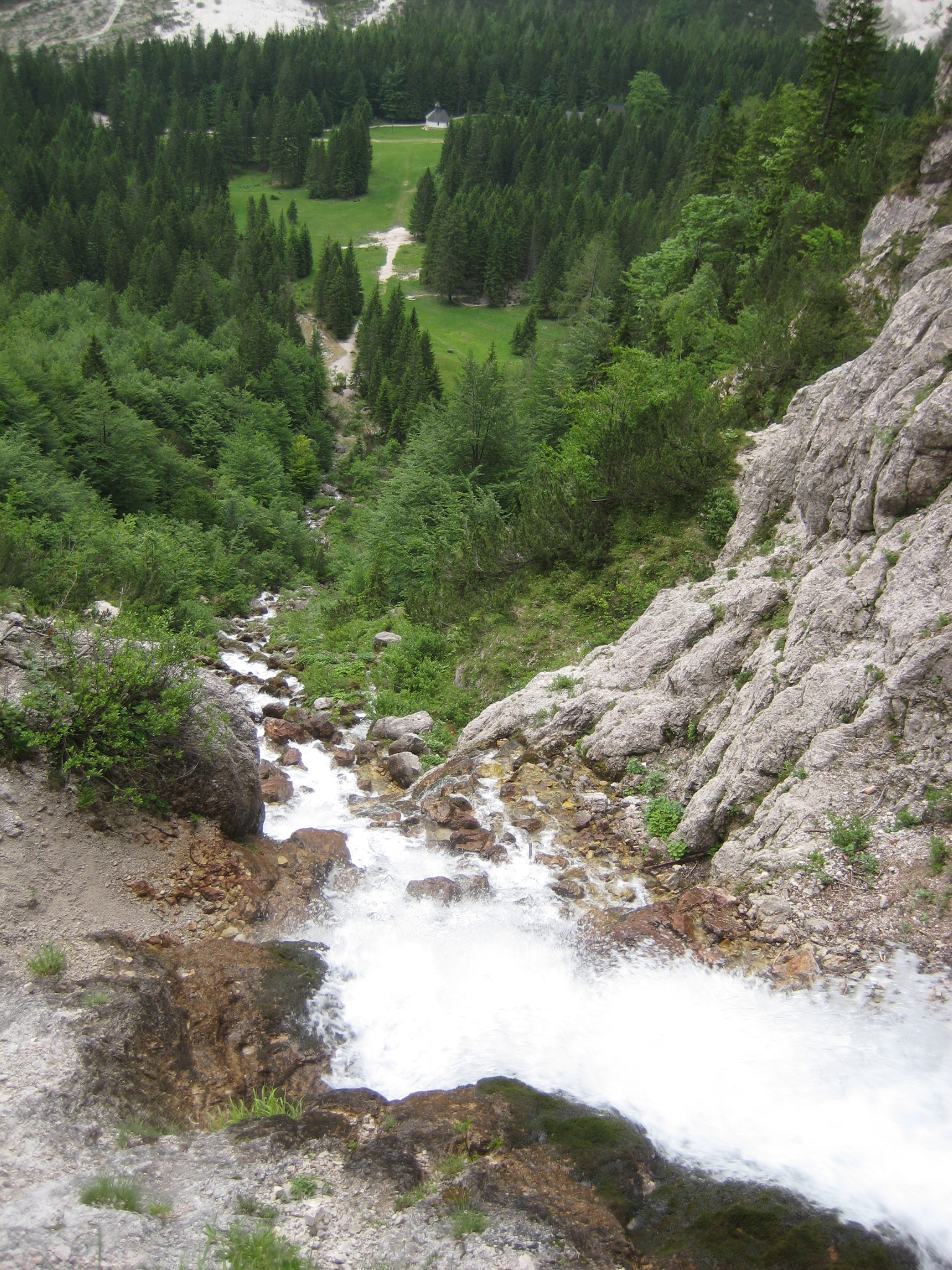
Bij de Nadiža-waterval

De Nadiža heeft haar begin in de Julische Alpen, ten zuiden van Rateče. Het eerste deel van de Nadiža bevindt zich vooral in de holtes van de nabijgelegen bergen. In de loop der jaren heeft de Nadiža hier ook een klein grottenstelsel gevormd. Uiteindelijk komt het water ook weer aan het oppervlak. Deze plekken waar het water uit grotten aan de oppervlakte komen, worden ook wel karst- of vauclusebronnen genoemd. Aangezien deze plek zich in tegenstelling tot de meeste karstbronnen zich op een lager gelegen punt bevinden, bevindt deze karstbron zich zelfs bij de boomgrens. Omdat dit ook een redelijk hoge locatie voor een karstbron is, bevindt zich hier ook na de eerste paar bovengrondse meter de Nadiža-waterval. Vervolgens stroomt ze verder en neemt ondertussen veel zijbeken op, maar begint ondertussen wel al snel Zelenci te bereiken. Uiteindelijk bereikt de rivier een aantal ponoren om te stromen door een ander ondergronds grottenstelsel om vervolgens bij Zelenci weer aan de oppervlakte te komen. Hier zet de Nadiža zich voort als de Sava Dolinka, daarna komt de Sava Dolinka uit in de Sava, de Sava mondt uit in de Donau om via deze rivier uiteindelijk in de Zwarte Zee te komen.